# Riethia plumosa
Riethia plumosa är en tvåvingeart som beskrevs av Freeman 1961. Riethia plumosa ingår i släktet Riethia och familjen fjädermyggor. Inga underarter finns listade i Catalogue of Life.